# Сафо на Левкадской скале
«Сафо на Левкадской скале» (фр. Sapho sur le rosher de Leucade) — картина французского художника Пьера Нарсиса Герена из собрания Государственного Эрмитажа, написанная в начале XIX века. Не представлена в постоянной экспозиции.
Картина является иллюстрацией легенды о любви поэтессы Сафо к юному Фаону, художник запечатлил момент, когда убитая горем Сафо, незадолго до этого покинутая Фаоном, сидит на Левкадской скале и задумывается о самоубийстве.

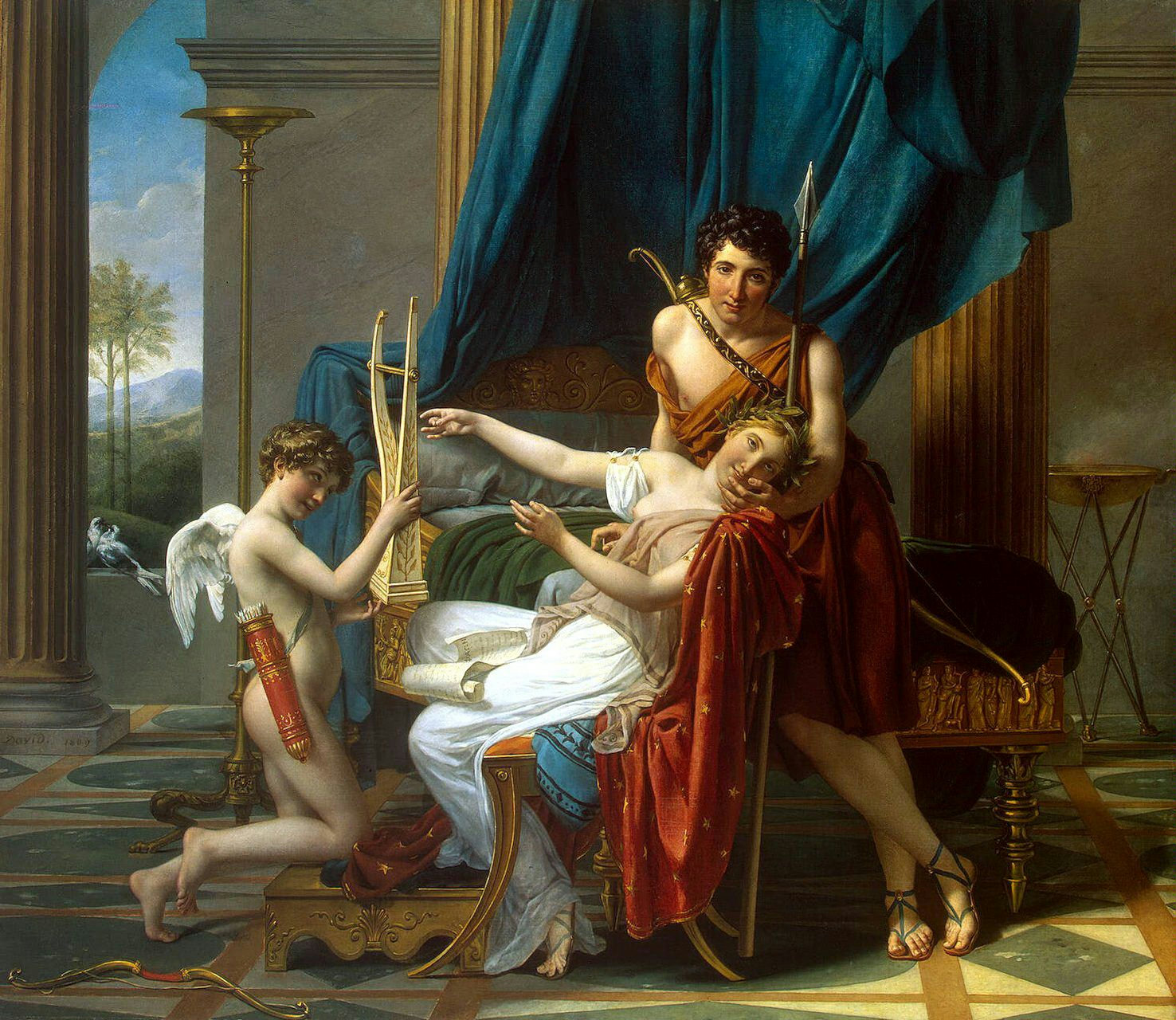
Давид. «Сафо и Фаон». 1811

Сама легенда о безответной любви Сафо к Фаону, из-за которой она бросилась в море с Левкадской скалы, возникла много позже смерти поэтессы. Первое упоминание об этом появилось в «Левкадии» Менандра, дальнейшее развитие легенда получила в так называемом письме Сафо, адресованном Фаону и сочинённом Овидием («Героиды»). Яркой иллюстрацией этой легенды является картина Жака-Луи Давида «Сафо и Фаон», также находящаяся в Эрмитаже. В дошедших до нас стихах Сафо имя Фаона вообще не упоминается.
В происхождении картины много неясного. Предположительно до 1917 года она находилась в одном из частных собраний в Санкт-Петербурге и после Октябрьской революции была национализирована; числилась в Государственном музейном фонде и хранилась в Петроградском отделе художественных ценностей (где властями собирались произведения искусства, конфискованные из частных собраний), откуда в 1925 году поступила в Эрмитаж, причём авторство картины на тот момент было неустановлено и она числилась как работа неизвестного художника французской школы XIX века под названием «Женщина с лютней». При инвентаризации и первичной реставрации картины в 1936 году была вскрыта и расшифрована монограмма художника «P. Gn» (находится слева внизу), и таким образом установлено авторство и точное название.